# Habitatge a la travessera del Torrent, 25 (la Cellera de Ter)
L'Habitatge a la travessera del Torrent, 25 és una casa de la Cellera de Ter (Selva) inclosa a l'Inventari del Patrimoni Arquitectònic de Catalunya.

## Descripció
Edifici de tres plantes entre mitgeres i coberta de dues aigües a façana. Està situada al final d'aquest carreró que acaba amb un accés a uns horts ben bé a tocar, ja, de la muntanya que s'enfila cap al Puig de Frou. L'estructura de l'habitatge consta d'un pati interior i de la casa.
La planta baixa consta de la porta d'accés al pati i la d'accés a la casa, totes dues amb muntants de maçoneria i adintellament de fusta.
El primer pis consta, a la part de la casa, d'una finestra mitjana-petita emmarcada de grans blocs de còdol lleugerament treballats i amb un ampit emergent. A la part del pati hi ha una gran obertura mig enrunada.
El segon pis té una finestra emmarcada de rajol i amb llinda de fusta. Com a mostra de l'estat de conservació, només cal fixar-se amb el llamp de figuera que surt per la finestra.
Pel que fa als interiors, es veuen restes d'una cuina i una llar de foc.
Quant al pati, s'observen dues arcades de rajol que connectaven amb la casa.
Els únics elements d'interés que presenta aquest habitatge, a més de representar la construcció típica a base de còdols rierencs, és el ràfec. És un ràfec de filera doble format per rajols plans i teula girada i està decorat amb les teules i rajols pintats amb calç, en forma triangular i amb puntets.

## Història
L'estat de conservació és de ruïna total, ja que només s'aguanten les parets i algunes petites parts del sostre. La humitat, en aquest sector del poble, és molt important i actua constantment.
Sembla que està deshabitada des de fa més de cinquanta anys i no té cap nom especial o distintiu amb el qual sigui conegut a la població.